# Riedisheim
 Riedisheim  (en alsacià Riedese) és un municipi francès, situat a la regió del Gran Est, al departament de l'Alt Rin. L'any 1999 tenia 12.101 habitants.

## Demografia
| 1962  | 1968  | 1975   | 1982   | 1990   | 1999   |
| ----- | ----- | ------ | ------ | ------ | ------ |
| 8.483 | 9.811 | 12.403 | 12.175 | 11.868 | 12.101 |

## Administració
| Període   | Identitat       | Partit |
| --------- | --------------- | ------ |
| 1989-2004 | Charles Buttner | UMP    |
| 2004-     | Monique Karr    | DVD    |